# Gris-Gris
Pour les articles homonymes, voir grigri.
Albums de Dr. John
Babylon
(1969)
Gris-Gris, sous-titré The night tripper, est le premier album de Dr. John. Il est sorti en janvier 1968 chez Atco, label du groupe Atlantic Records. 
L'album s'ouvre sur cette déclaration de Dr. John : « Ils m'appellent Dr John, le voyageur de la nuit. Un sachet de mojo à la main, revenant d'un voyage dans le bayou, je suis le dernier des hommes gris-gris. »
L'album est placé par le magazine Rolling Stone en 143e position du classement des 500 plus grands albums de tous les temps. Il est également cité dans l'ouvrage de référence de Robert Dimery Les 1001 albums qu'il faut avoir écoutés dans sa vie et dans plusieurs autres listes.

## Liste des chansons
| 1. | Gris-Gris Gumbo Ya Ya | 5:36 |
| 2. | Danse Kalinda Ba Doom | 3:39 |
| 3. | Mama Roux             | 2:58 |
| 4. | Danse Fambeaux        | 4:55 |

| 1. | Croker Courtbouillon             | 6:00 |
| 2. | Jump Sturdy                      | 2:20 |
| 3. | I Walk on Guilded Splinters (en) | 7:39 |